# Гийом дьо Божьо
Гийом дьо Божьо̀ е двадесет и първия Велик магистър на тамплиерите от 1273 до 1291 година. Той е бивш командор на Апулия и участник във Втория лионски събор. Роден е в замъка Божьо, дн. Франция и е брат на перовете на френската корона Умбер и Ерик дьо Божьо (съответно конетабъл и маршал), а след навършване на пълнолетие и преди да стане тамплиер е господар на селището Севьо.

## Дейност
Опитва се по дипломатически и военен път да получи отсрочка срещу яростните атаки на мюсюлманите в Светите земи и успява. С подписването на ново десетгодишно споразумение с Байбарс I  успява да постигне крехък мир в Светите земи, но след смъртта на мамелюкския султан примирието е отхвърлено от наследниците на Байбарс и те повеждат войски срещу кръстоносците. На 5 април 1291 г. мюсюлманите обсаждат крепостта Акра. Обединените сили на двата най-могъщи ордена за времето си – тамплиери и хоспиталиери  – се бият отчаяно, но крепостта пада. По време на отбраната ѝ Великият магистър Гийом дьо Божьо е ранен смъртоносно и се оттегля с думите: 
| „ | Je ne m'enfuis pas; je suis mort. Voici le coup. Аз не бягам, аз съм вече мъртъв. Ето тук е раната ми. | “ |